# 水牛縣 (南達科他州)
水牛縣（英語：Buffalo County）是美国南达科他州中南部的一個縣，位於密苏里河東岸，面積1,262平方公里。根據2020年美國人口普查，共有人口1,948人。縣治甘恩瓦利（Gann Valley）。該縣成立於1864年，縣名可能來自美洲野牛。

## 經濟
根據美國2000年人口普查，人均收入為5,213美元，是美國最貧窮的縣55.70%的家庭和56.90%人口處於貧窮線下，當中包括61.50%的18歲以下人士及50.40%的65歲以上人士。當地人口多居於克勞溪印第安保留區。失業率高達70%。不少家庭缺乏電力和自來水。